# 箕面市立第三中学校
箕面市立第三中学校（みのおしりつ だいさんちゅうがっこう）は、大阪府箕面市瀬川にある公立中学校。
また後述のICT事業に関連する、情報機器を積極的に活用した授業に力を入れている。

## 沿革
- 1973年4月1日 - 箕面市立第一中学校より分離開校。
- 1973年6月8日 - 開校記念式典を実施。この日を創立記念日とする。
- 1974年5月11日 - 大阪府教育委員会より、LL機器を活用した英語教育の研究校の指定を受ける。
- 1974年9月30日 - 校歌を制定。
- 1982年4月1日 - 大阪府教育委員会より、同和教育の研究校の指定を受ける。
- 1994年4月1日 - 大阪府教育委員会より、健康教育・体育の研究校の指定を受ける。
- 2013年9月2日 - 給食開始。
- 2014年2月 - 総務省ICT街づくり推進事業指定により、全教室に電子黒板、プロジェクター配置[1]。

## 校区
- 箕面市立南小学校と箕面市立西南小学校の校区。

## 著名な卒業生
- 箕應山 朋恭 - 元大相撲力士（押尾川・尾車部屋）
- 桂 九雀 - 落語家

## 交通アクセス
- 阪急箕面線 桜井駅より南西へ徒歩10分、または阪急宝塚本線 石橋阪大前駅より北東へ徒歩10分。